# Kim Kyung-wook
Kim Kyung-wook (in hangŭl: 김경욱; 18 aprile 1970) è un'ex arciera sudcoreana.

## Palmarès

### Olimpiadi
- 2 medaglie:
  - 2 ori (Atlanta 1996 nell'individuale; Atlanta 1996 a squadre)